# Rondonópolis (tiểu vùng)
Rondonópolis là một tiểu vùng thuộc bang Mato Grosso, Brasil. Tiều vùng này có diện tích 23854 km², dân số năm 2007 là 223741 người.